# MEASAT-3A
O MEASAT-3A  (anteriormente denominado de MEASAT-1R) é um satélite de comunicação geoestacionário malaio construído pela Orbital Sciences Corporation (OSC). Ele está localizado na posição orbital de 91,5 graus de longitude leste e é operado pela MEASAT. O satélite foi baseado na plataforma Star-2 Bus e sua expectativa de vida útil é de 15 anos.

## Lançamento
O satélite foi lançado com sucesso ao espaço no dia 21 de junho de 2008, às 21:50 UTC, por meio de um veículo Zenit-3SLB, a partir do Cosmódromo de Baikonur, no Cazaquistão. Ele tinha uma massa de lançamento de 2.367 kg.

## Capacidade e cobertura
O MEASAT-3A é equipado com 12 transponders em banda C e 12 banda Ku para fornecer serviços de comunicações de banda C em toda a Ásia, Oriente Médio e África, e de televisão direct-to-home em banda Ku a Malásia e a Indonésia.